# 東區 (新竹市)
東區（臺灣客家語海陸腔：dungˋ kiˋ）位於臺灣新竹市東側，東以柯子湖溪與新竹縣竹東鎮相望，西鄰香山區、北區，南接新竹縣寶山鄉，北與新竹縣竹北市以頭前溪為界，境內人口約有22.3萬人。
東區及與其比鄰的寶山鄉為新竹科學園區所在地，屬於臺灣高科技產業的發展地區。東區內除了竹科以外，亦有新竹車站等交通設施，國立清華大學、國立陽明交通大學等大專院校，晶品城購物廣場、Big City遠東巨城購物中心、大遠百等購物商場，以及著名的歷史古蹟竹塹城，是新竹都會區的核心精華區與重要區域。

## 歷史
戰後，統合日治時代昭和10年（1935年）町名改正設置的錦町、旭町、榮町、東門町、南門町、花園町、黑金町、新興町、東勢、赤土崎、埔頂、柴梳山、金山面、溪埔子、二十張犁、九甲埔、青草湖設置東區。

## 人口
根據新竹市東區戶政事務所統計，2024年底東區戶數約9萬戶，人口約22.4萬人，是新竹都會區人口最多的三級行政區，也是桃竹苗地區人口第四多的三級行政區（僅次於桃園市的桃園區、中壢區與平鎮區）。區內人口最多與最少的里分別是龍山里與榮光里，2024年底兩里人口分別為14,434人與299人，其中龍山里也是新竹市人口最多的里，其他區內人口較多的里包括埔頂里、東園里、綠水里、科園里。2024年底時，東區人口中有18.47%是0至14歲人口，67.29%是15至64歲人口，14.24%是65歲以上人口，是新竹市人口老化程度與青壯年人口佔比最低的行政區，是臺灣幼年人口佔比最高的市轄區，也是臺灣少數幼年人口佔比大於15%的鄉鎮市區。
依據內政部發布的2020年11月底電信信令人口統計，東區平日日間人口約為37.4萬人，在臺灣六都以外是平日日間人口最多的三級行政區，並較平日夜間人口多出約6.6萬人，差距約為21%左右，其與東區為新竹科學園區所在地，提供較多工作機會有相關:55。當中境內屬於竹科一部分的科園里平日夜間人口約有3.4萬人，是全國平日夜間人口第三多的村里，且該里平日夜間人口較其戶籍人口多出約2.6萬人，屬於臺灣人口淨流入較多的村里之一:59。

## 政治

### 區政組織
東區區公所是新竹市政府在東區的派出機關，在中華民國政府架構中為市政府綜理區政的執行機關，上級業務監督機關為新竹市政府。区长由市長任命，其任期為無任期保障。在區長及秘書之下，設有3課3室等6個內部單位。

### 行政區劃
| 東區行政區劃 |
|              |

| 聯合里   | 里名   | 里名   | 里名   | 里名   | 里名   | 里名   | 里名   | 里名   | 里名   | 里名   | 里名   |
| -------- | ------ | ------ | ------ | ------ | ------ | ------ | ------ | ------ | ------ | ------ | ------ |
| 東門聯里 | 親仁里 | 錦華里 | 復興里 | 中正里 | 文華里 | 復中里 | 東門里 | 榮光里 | 成功里 | 育賢里 | 三民里 |
| 東勢聯里 | 前溪里 | 東園里 | 東勢里 | 光復里 | 公園里 | 建華里 | 東山里 | 綠水   | 水源里 | 千甲里 |        |
| 建功聯里 | 豐功里 | 武功里 | 軍功里 | 建功里 | 立功里 | 光明里 |        |        |        |        |        |
| 埔頂聯里 | 仙宮里 | 科園里 | 埔頂里 | 龍山里 | 新莊里 | 關東里 | 仙水   | 金山里 | 關新里 |        |        |
| 南門聯里 | 南門里 | 關帝里 | 南市里 | 福德里 | 振興里 | 新興里 |        |        |        |        |        |
| 竹蓮聯里 | 寺前里 | 竹蓮里 | 下竹里 | 頂竹里 | 南大里 | 光鎮里 | 新光里 | 湖濱里 | 高峰里 | 明湖   | 柴橋里 |

## 教育

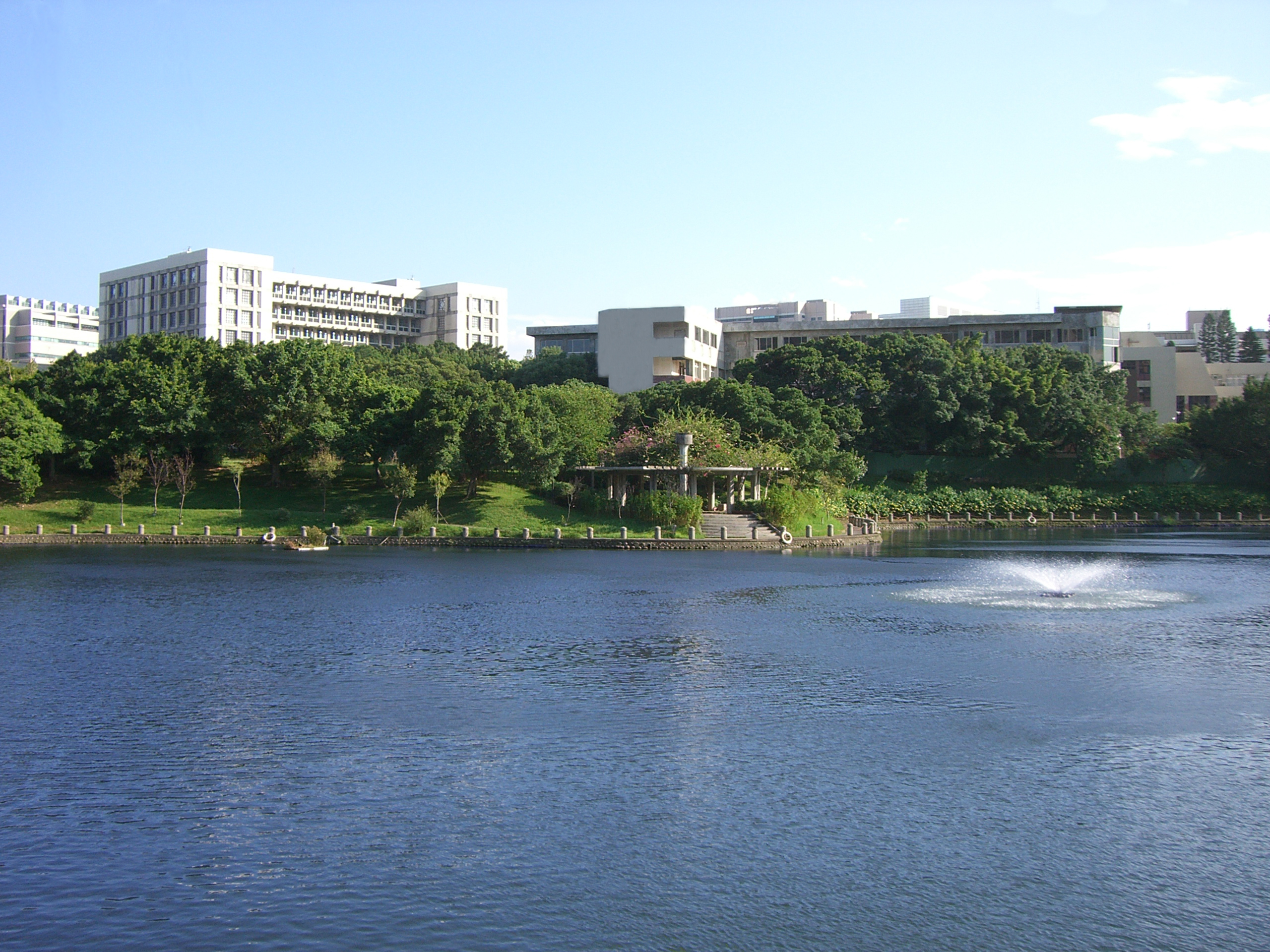
國立陽明交通大學竹湖

東區現有大專院校二所，分別為國立清華大學、國立陽明交通大學等二校。公私立高級中等學校九所，分別有國立新竹高級中學、國立新竹女子高級中學、國立新竹科學園區實驗高級中等學校、新竹市立建功高級中學等普通型高級中等學校四校，以及國立新竹高級商業職業學校、國立新竹高級工業職業學校、新竹市私立世界高級中學技術型高級中等學校三校，和新竹市私立光復高級中學、新竹市私立曙光女子高級中學普通高中與技職兼辦的綜合型高級中等學校二校。其他公立教育機構計有6所國民中學、15所國民小學，以及國際學校新竹美國學校。

## 交通
鐵路
國營台灣鐵路公司
- 縱貫線：新竹車站 - 北新竹車站

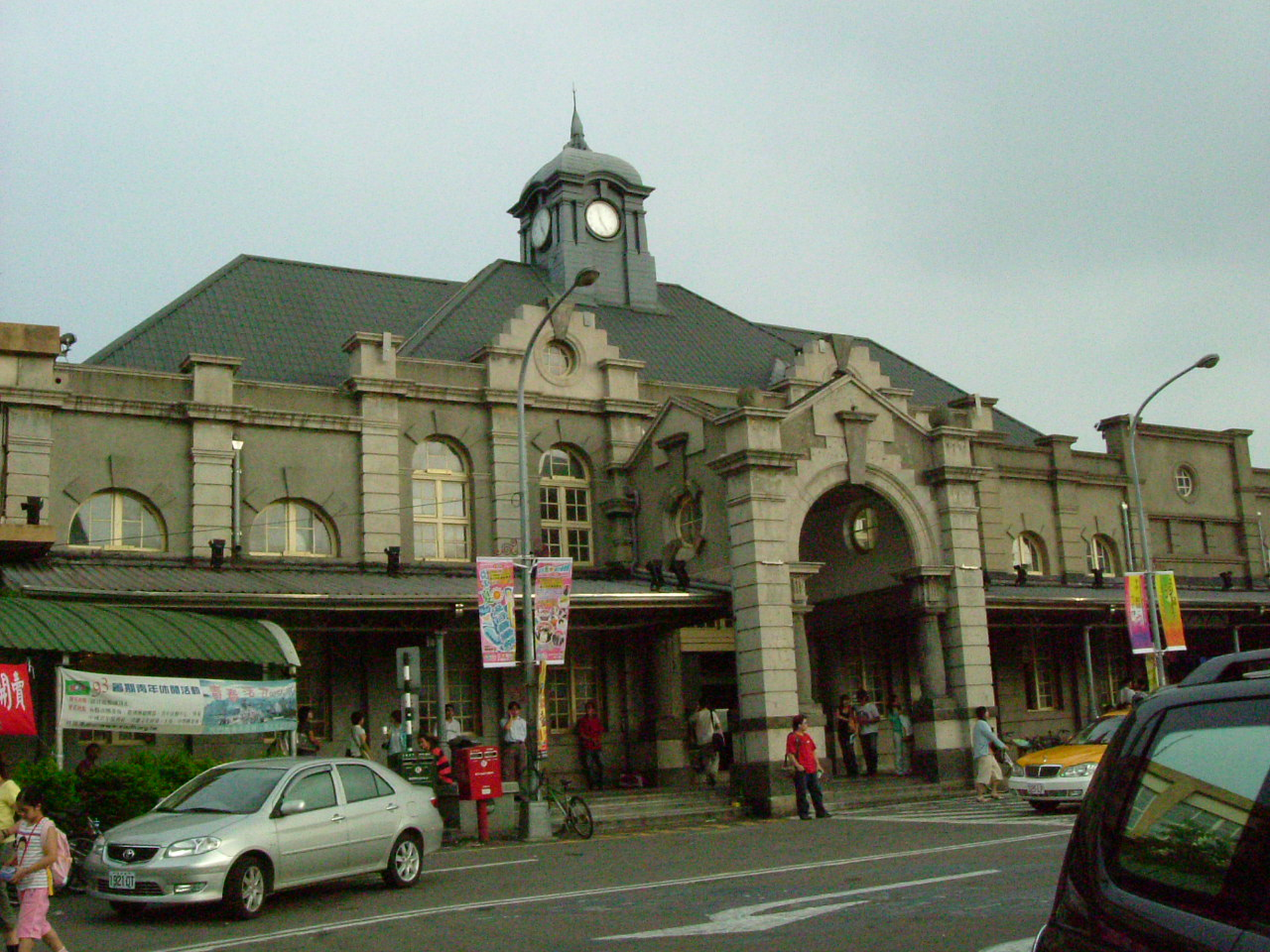
新竹車站

- 內灣線/六家線：北新竹車站 - 千甲車站 - 新莊車站

公路
- 國道一號
  - 新竹交流道（95A、95B）
- 國道三號
  - 茄苳交流道（103）
- 台1線
- 台68線（東西向快速公路南寮竹東線）
  - 新竹二交流道（7）
  - 竹科交流道（9）
- 縣道117號：竹北市－新竹市東區
- 縣道122號：新竹市北區－新竹市東區－竹東鎮－五峰鄉

公共自行車
截至2018年1月10日，YouBike微笑單車在東區共設有31個站點。

## 旅遊
- 北門街商圈
- 新竹關帝廟
- 竹塹城迎曦門
- 新竹車站
- 護城河親水公園、新竹市二二八紀念碑
- 新竹市立動物園
- 何國華先生贈送動物紀念碑
- 福龍山宮
- 新竹竹蓮寺
- 竹蓮里傳統聚落古井
- 南壇大眾廟
- 新竹孔廟
- 新竹神社
- 李錫金孝子坊
- 青草湖
- 靈隱寺
- 古奇峰
- 革命烈士張玉寬紀念碑
- 鄭用錫墓
- 新竹市立玻璃工藝博物館
- 埔頂金雞母
- 金山集福宮
- 義勇忠祠
- 風空開山伯公
- 十八尖山
- 高峰植物園
- 翠壁岩寺
- 南星宮新大眾廟
- 古奇峰何家園
- 巨城購物中心
- 晶品城購物廣場
- 好市多新竹店
- 大遠百新竹店
- 辛志平校長故居
- 新竹高中劍道館

## 外部連結
- 新竹市政府東區區公所 （页面存档备份，存于）